# Humedal Río Maullín
El humedal Río Maullín es un ambiente húmedo que comprende la desembocadura del río Maullín en la Región de Los Lagos de Chile.En 2022, se declaró santuario de la naturaleza.
Este humedal cumple el rol de uno de los más importantes, ya que su gran valor para la conservación de la biodiversidad acuática es muy alto y reconocido a nivel nacional e internacional. Este representa a 8150 hectáreas de humedales. Es un sistemas hidrológico de tantos años que en su cuenca podemos encontrar Monteverde, un sitio arqueológico de más de 14.000 años, el cual es una gran fuente de servicios ecosistémicos hasta el día de hoy, en los cuales se destaca su importancia en el mantenimiento de formas de vida para las múltiples comunidades ribereñas que se relacionan con estos humedales.  
En su importancia se puede destacar que alberga más del 1% de la especie de aves aguja café (zarapito del pico recto) , por lo que es una zona de conservación de la biodiversidad. En tanto a su vegetación cuenta con diversas especies arbóreas en su zona alta y media del río Maullín, tales como: Luma apiculata (arrayán rojo, arrayán chileno, palo colorado, mirto o quellí), Luma chequen, Amomyrtus meli, Amomyrtus luma, Myrceugenia exsucca y Drimys winteri. 